# Unione Sportiva Pergolettese 1932
O Unione Sportiva Pergolettese 1932 é um clube italiano de futebol da cidade de Crema que disputa a Serie D. O clube foi fundado em 1932 e suas cores são amarelo e azul.